# Albrecht Forstmann
Albrecht Forstmann (* 26. August 1891 in Werden a. d. Ruhr; † 4. Februar 1957 in Berlin (Ost)) war ein deutscher Professor für Volkswirtschaftslehre.

## Biografie
Forstmann wurde als Sohn eines Tuchfabrikanten geboren und arbeitete nach der Oberrealschule in einer Tuchfabrik. Später machte er eine kaufmännische Ausbildung bei der Norddeutschen Bank Hamburg und legte im Anschluss die Abiturprüfung in Berlin ab. Ab 1917 leistete er Kriegsdienst im Ersten Weltkrieg, wobei er einen Offizierkurs absolvierte und bei der Feldeisenbahn Verwendung fand.
Nach dem Kriege studierte er Volkswirtschaft an der Handelshochschule Köln und der Universität Bonn. Es folgte eine Berufstätigkeit im Gerling-Konzern, in seiner letzten Position als Leiter der Transportabteilung. Danach entwickelte er als Selbstständiger Elektronenröhren und Niederfrequenzverstärker. Weiterhin konstruierte er einen Tonabnehmer und Geräte für Schallplattenaufnahmen.
Seit 1931 engagierte er sich für die NSDAP, trat ihr zum 1. Mai 1932 bei (Mitgliedsnummer 1.096.341) und wurde im März 1933 vom Propagandaministerium mit der Neuorganisation des Kurzwellensende- und Empfangsdienstes beauftragt. Im Jahre 1933 veröffentlichte er die Schrift „Wege zu nationalsozialistischer Geld-, Kredit- und Währungspolitik“. Ab Herbst studierte er wiederum Volkswirtschaft in Greifswald und wurde 1935 mit der Dissertation „Der Kampf um den internationalen Handel“ zum Dr. rer. pol. promoviert.
Danach folgte eine Lehrtätigkeit in Greifswald; die Habilitation wurde ihm erlassen. Wegen unerwünschter politischer Bemerkungen kam Forstmann in das Konzentrationslager Sachsenhausen und wurde 1939 wieder entlassen, aus der NSDAP wurde er ausgestoßen. Es folgte eine Tätigkeit in einem Baustoffwerk. Im Januar 1946 wurde Forstmann zum Professor an der Humboldt-Universität zu Berlin ernannt. Aufgrund von Anzeigen wurde er wegen seiner NS-Belastung 1947 von der Lehre entbunden und 1948 entlassen. Er erhielt dann einen Ruf von der  Freien Universität Berlin, der zu heftigen Auseinandersetzungen führte und der von Ernst Reuter am 25. Juli 1949 zurückgenommen wurde. Forstmann lebte danach als freier Schriftsteller in Ostberlin und verfasste Werke zur Volkswirtschaftslehre.

## Positionen
Forstmanns Versuch, die Geldtheorie in die allgemeine Volkswirtschaftslehre zu integrieren, basiert auf einer Kritik der vorherrschenden Geldwertlehre und insbesondere der Quantitätstheorie des Geldes, der er nur einen beschreibenden Wert zubilligt. An der keynesianischen Theorie kritisiert er die völlige Vernachlässigung außenwirtschaftlicher Einflüsse und Einflussmöglichkeiten sowie die Unterstellung der unbegrenzten Verfügbarkeit und beliebigen Kombinierbarkeit von Produktionsfaktoren. Der Keynesianismus sei in einer spezifischen, durch exogene Einflüsse bedingten historischen Situation nach dem Ersten Weltkrieg entstanden, was Keynes nicht daran gehindert habe, seine Lehre zu stark zu verallgemeinern; die Weltwirtschaftskrise der 1930er Jahre habe ihre Ursache jedoch nicht in der vorhergehenden Kreditexpansion und Geldverteuerung. Eine Konjunkturtheorie sei daher keine angemessene Grundlage zum Verständnis dieser Krise; dementsprechend seien monetäre Maßnahmen (wie etwa ein negativer Zins) kein angemessenes Mittel zur Krisenüberwindung, solange keine ausreichende Investitionsbereitschaft bestehe. Wenn Investitionen allein mit Hilfe zusätzlicher Kredite durchgeführt würden, führe dies zu steigenden Unternehmereinkommen, einer steigenden Sparquote der Unternehmer und einer steigenden Inflation, während die Realeinkommen der Nichtunternehmer stagnierten. Verbrauchsverzicht sei die Folge, die Einkommensverteilung werde dadurch ungleicher. Forstmann geht zwar von der außenwirtschaftlichen Beweglichkeit des Produktionsfaktors Arbeit aus: Ein- und Auswanderung tragen zur Optimierung des Faktoreinsatzes bei. Dieser Ausgleich sei seinerzeit (1954) jedoch durch exogene Faktoren gestört.

## Werke
- Volk, Recht, Wirtschaft im Dritten Reich: Wege zu nationalsozialistischer Geld-, Kredit- und Währungspolitik. Verlag Reimar Hobbing, Berlin 1933.
- Der Kampf um den internationalen Handel. Haude & Spener, Paschke Verlag, Berlin 1935.
- Volkswirtschaftliche Theorie des Geldes. 2 Bände. Duncker & Humblot, Berlin 1943, 1955.
- Zur Theorie der Inflation. In: FinanzArchiv / Public Finance Analysis, New Series, Bd. 13, H. 1 (1951/52), S. 63–103. Online
- Geld und Kredit. Vandenhoeck & Ruprecht, Göttingen 1952.
- Neue Wirtschaftslehren. Theorien und Hypothesen. Duncker & Humblot, Berlin 1954. Online
- Zur Problematik einer dynamischen Kapitaltheorie. In: Schmollers Jahrbuch für Gesetzgebung, Verwaltung und Volkswirtschaft, Bd. 75. Duncker & Humblot, Berlin 1955, S. 25–55.
- Vom Paradoxon der Ausschliesslichkeit der Kreditschöpfung. In: Zeitschrift für die gesamte Staatswissenschaft, Bd. 111, H. 3. Mohr, Tübingen 1955, S. 438–472.
- Die Grundlagen der Aussenwirtschaftstheorie. Duncker & Humblot, Berlin 1956.